# Euselasia chionea
Euselasia chionea är en fjärilsart som beskrevs av Adalbert Seitz 1913. Euselasia chionea ingår i släktet Euselasia och familjen Riodinidae. Inga underarter finns listade i Catalogue of Life.